# 1919 год
1919 (ты́сяча девятьсо́т девятна́дцатый) год  по григорианскому календарю — невисокосный год, начинающийся в среду. Это 1919 год нашей эры, 9‑й год 2‑го десятилетия XX века 2‑го тысячелетия, 10‑й год 1910‑х годов. Он закончился 106 лет назад.
| Пн | Вт | Ср | Чт | Пт | Сб | Вс |
|    |    | 1  | 2  | 3  | 4  | 5  |
| 6  | 7  | 8  | 9  | 10 | 11 | 12 |
| 13 | 14 | 15 | 16 | 17 | 18 | 19 |
| 20 | 21 | 22 | 23 | 24 | 25 | 26 |
| 27 | 28 | 29 | 30 | 31 |    |    |

| Пн | Вт | Ср | Чт | Пт | Сб | Вс |
|    |    |    |    |    | 1  | 2  |
| 3  | 4  | 5  | 6  | 7  | 8  | 9  |
| 10 | 11 | 12 | 13 | 14 | 15 | 16 |
| 17 | 18 | 19 | 20 | 21 | 22 | 23 |
| 24 | 25 | 26 | 27 | 28 |    |    |

| Пн | Вт | Ср | Чт | Пт | Сб | Вс |
|    |    |    |    |    | 1  | 2  |
| 3  | 4  | 5  | 6  | 7  | 8  | 9  |
| 10 | 11 | 12 | 13 | 14 | 15 | 16 |
| 17 | 18 | 19 | 20 | 21 | 22 | 23 |
| 24 | 25 | 26 | 27 | 28 | 29 | 30 |
| 31 |    |    |    |    |    |    |

| Пн | Вт | Ср | Чт | Пт | Сб | Вс |
|    | 1  | 2  | 3  | 4  | 5  | 6  |
| 7  | 8  | 9  | 10 | 11 | 12 | 13 |
| 14 | 15 | 16 | 17 | 18 | 19 | 20 |
| 21 | 22 | 23 | 24 | 25 | 26 | 27 |
| 28 | 29 | 30 |    |    |    |    |

| Пн | Вт | Ср | Чт | Пт | Сб | Вс |
|    |    |    | 1  | 2  | 3  | 4  |
| 5  | 6  | 7  | 8  | 9  | 10 | 11 |
| 12 | 13 | 14 | 15 | 16 | 17 | 18 |
| 19 | 20 | 21 | 22 | 23 | 24 | 25 |
| 26 | 27 | 28 | 29 | 30 | 31 |    |

| Пн | Вт | Ср | Чт | Пт | Сб | Вс |
|    |    |    |    |    |    | 1  |
| 2  | 3  | 4  | 5  | 6  | 7  | 8  |
| 9  | 10 | 11 | 12 | 13 | 14 | 15 |
| 16 | 17 | 18 | 19 | 20 | 21 | 22 |
| 23 | 24 | 25 | 26 | 27 | 28 | 29 |
| 30 |    |    |    |    |    |    |

| Пн | Вт | Ср | Чт | Пт | Сб | Вс |
|    | 1  | 2  | 3  | 4  | 5  | 6  |
| 7  | 8  | 9  | 10 | 11 | 12 | 13 |
| 14 | 15 | 16 | 17 | 18 | 19 | 20 |
| 21 | 22 | 23 | 24 | 25 | 26 | 27 |
| 28 | 29 | 30 | 31 |    |    |    |

| Пн | Вт | Ср | Чт | Пт | Сб | Вс |
|    |    |    |    | 1  | 2  | 3  |
| 4  | 5  | 6  | 7  | 8  | 9  | 10 |
| 11 | 12 | 13 | 14 | 15 | 16 | 17 |
| 18 | 19 | 20 | 21 | 22 | 23 | 24 |
| 25 | 26 | 27 | 28 | 29 | 30 | 31 |

| Пн | Вт | Ср | Чт | Пт | Сб | Вс |
| 1  | 2  | 3  | 4  | 5  | 6  | 7  |
| 8  | 9  | 10 | 11 | 12 | 13 | 14 |
| 15 | 16 | 17 | 18 | 19 | 20 | 21 |
| 22 | 23 | 24 | 25 | 26 | 27 | 28 |
| 29 | 30 |    |    |    |    |    |

| Пн | Вт | Ср | Чт | Пт | Сб | Вс |
|    |    | 1  | 2  | 3  | 4  | 5  |
| 6  | 7  | 8  | 9  | 10 | 11 | 12 |
| 13 | 14 | 15 | 16 | 17 | 18 | 19 |
| 20 | 21 | 22 | 23 | 24 | 25 | 26 |
| 27 | 28 | 29 | 30 | 31 |    |    |

| Пн | Вт | Ср | Чт | Пт | Сб | Вс |
|    |    |    |    |    | 1  | 2  |
| 3  | 4  | 5  | 6  | 7  | 8  | 9  |
| 10 | 11 | 12 | 13 | 14 | 15 | 16 |
| 17 | 18 | 19 | 20 | 21 | 22 | 23 |
| 24 | 25 | 26 | 27 | 28 | 29 | 30 |

| Пн | Вт | Ср | Чт | Пт | Сб | Вс |
| 1  | 2  | 3  | 4  | 5  | 6  | 7  |
| 8  | 9  | 10 | 11 | 12 | 13 | 14 |
| 15 | 16 | 17 | 18 | 19 | 20 | 21 |
| 22 | 23 | 24 | 25 | 26 | 27 | 28 |
| 29 | 30 | 31 |    |    |    |    |

## События

### Январь
- 1 января — в Смоленске провозглашён Манифест об образовании Советской Социалистической Республики Белоруссии в составе РСФСР[1].
- 2 января — польские легионеры разогнали рабочий Совет Вильнюса и захватили сам город[2].
- 3 января — в Риге установлена советская власть[3].
- 4—5 января — попытка переворота в Польше[4].
- 5 января
  - Красная армия заняла Вильнюс[2].
  - В Берлине началось Восстание спартакистов[5].
- 13 января — в Риге открылся 1-й Вселатвийский съезд Советов[3].
- 15 января — в Берлине германскими офицерами убиты руководители КПГ Карл Либкнехт и Роза Люксембург[6].
- 18 января — белогвардейское восстание в Ташкенте. Быстро подавлено[7].
- 19 января:
  - Выпущен первый фильм о Геноциде армян «Изнасилованная Армения».
  - В Германии начались всеобщие, равные, тайные и демократические выборы в Учредительное Собрание.
- 21 января — в Красноводск для руководства действиями британских войск в Средней Азии прибыл командующий британскими силами на Ближнем Востоке фельдмаршал Джордж Милн[8].
- 22 января — провозглашено объединение Украинской Народной Республики и Западно-Украинской народной республики[9].
- 25 января — в ходе Шенкурской операции против американо-канадских войск 6-я армия РККА заняла Шенкурск[10].
- 27 января — в Великобритании началась 16-дневная Клайдская стачка в промышленном районе реки Клайд (Шотландия), в которой участвовали более 100 000 рабочих[11].
- 31 января — в Вильнюсе открылся съезд представителей уездных революционных комитетов Советской Литвы[2].

### Февраль
- 1 февраля — в Петрограде создано Александро-Невское братство[12].
- 6 февраля – в Германии открылось Веймарское учредительное собрание на котором победили правые социал-демократы.
- 13 февраля — в результате бескровного государственного переворота в Киеве должность главы Директории УНР перешла от Владимира Винниченко к Симону Петлюре.
- 18 февраля — в Вильнюсе открылся трёхдневный 1-й Съезд Советов Литвы, признавший необходимость объединения с Белоруссией в Литовско-Белорусскую Советскую Социалистическую Республику (Литбел)[13].
- 25 февраля — в Королевстве сербов, хорватов и словенцев декретом отменены остатки крепостного права — кметчина и колонат, а также провозглашён раздел крупных поместий[14].
- 27 февраля — на объединённом заседании ЦИК Литвы и Белоруссии в Вильнюсе образовано правительство Литовско-Белорусской Советской Социалистической Республики[13] — Совнарком ЛБССР во главе с Винцасом Мицкявичюсом-Капсукасом и ЦИК ЛБССР во главе с Казимиром Циховским[15].

### Март

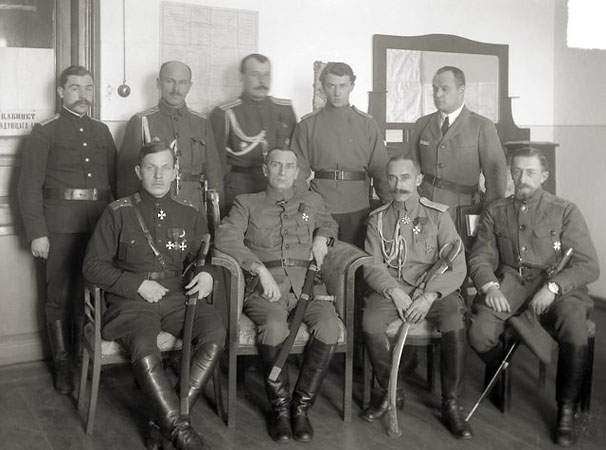
Штаб Русской армии накануне генерального наступления. В первом ряду слева направо: командующий Р. Гайда, А. В. Колчак, начальник штаба Б. П. Богословский

- 1 марта — отправлено в отставку правительство Египта во главе с Саадом Заглулом[16].
- 2 марта — открылся I конгресс Коммунистического Интернационала[17].
- 4 марта
  - Начало генерального наступления Русской армии на Москву на Восточном фронте[18].
  - Открылось Учредительное собрание Австрийской республики[19].
  - В Вильнюсе открылся трёхдневный объединительный съезд Коммунистической партии Литвы и Коммунистической партии Белоруссии. Образована Коммунистическая партия Литвы и Белоруссии (председатель Президиума ЦК КПЛБ — Винцас Мицкявичюс-Капсукас)[15].
- 6 марта — в Германии принят закон о создании временного рейхсвера[20].
- 8 марта
  - Британские власти выслали на Мальту смещённого премьер-министра Египта Саада Заглула и троих его сподвижников[16].
  - Начало Египетской революции, направленной против британской оккупации Египта[21].
- 9 марта — массовая демонстрация в Каире в знак протеста против ареста лидера партии Вафд Саада Заглула. На следующий день начата забастовка[16].
- 11 марта — британские войска расстреляли демонстрацию в Каире. На следующий день началось восстание[22].
- 13 марта — Русская армия освободила Уфу.[источник не указан 1036 дней]
- 18 марта — в ходе всеобщего восстания британские гарнизоны изгнаны из Верхнего Египта. В Нижнем Египте образованы освобождённые районы. Восстание подавлено британской армией в апреле[22].
- 18—23 марта — в Москве состоялся VIII съезд РКП(б)[23].
- 20 марта — декрет СНК РСФСР О потребительских коммунах, поставивший сельскохозяйственную и продовольственную кооперацию под прямой контроль государства в условиях военного коммунизма[24].
- 27 марта — 55 египетских политиков встретились с британским генеральным комиссаром Эдмундом Алленби и после переговоров опубликовали воззвание с призывом к народу отказаться от незаконных действий[16].

### Апрель
- 1 апреля — британская армия покинула советскую Среднюю Азию, оставив гарнизон в Красноводске[7].
- 3 апреля — Учредительное собрание Австрии приняло закон о лишении династии Габсбургов всех прав, изгнании их за пределы страны и конфискации всего их имущества[25].
- 8 апреля — Литовско-Белорусская Советская Социалистическая Республика объявлена на военном положении[15].
- 11 апреля — в Финляндии издан закон о праве арендаторов выкупать арендуемые ими земельные участки[14].
- 12 апреля — декрет СНК РСФСР, запрещающий самовольный переход на другую работу[26].
- 13 апреля
  - Основана Баварская Советская Республика[27].
  - Амритсарская бойня: британские войска расстреляли митинг протеста на площади Джалианвала-Багх в Амритсаре (Британская Индия). Около тысячи погибших[28].
- 16 апреля — в Чехословакии издан закон об отчуждении и секвестре крупного землевладения[14].
- 18 апреля
  - На базе только что созданного Всероссийского бюро военных комиссаров учреждён Политический отдел Реввоенсовета Республики[29].
  - В Вене демонстрации перерастают в столкновения рабочих с полицией[19].
- 19 апреля
  - Польские части оккупировали Вильнюс[13].
  - Создан Совет обороны Литовско-Белорусской Советской Социалистической Республики, которому передана вся полнота власти[15].
- 21 апреля — правительство Литовско-Белорусской Советской Социалистической Республики переехало в Минск[15].
- 25 апреля — в Веймаре образована школа искусств Баухаус.
- 29 апреля — германские войска и части Фрайкора перешли в контрнаступление под Мюнхеном[30].
- 30 апреля — Временное правительство Северной области в Архангельске признало верховную власть А. В. Колчака[31].

### Май
- 1 мая
  - Правительственные войска и соединения Свободного корпуса вошли в Мюнхен[30].
  - Массовые рабочие демонстрации в Вене[19].
- 5 мая — окончательное подавление очагов коммунистического сопротивления в Мюнхене[30].
- 15 мая
  - Греческая армия заняла турецкий город Измир. Началась Вторая греко-турецкая война[32].
  - Политотдел РВС Республики преобразован в Политическое управление Реввоенсовета Республики (ПУР)[29].
- 19 мая — извержение вулкана Келуд в Индонезии[33].
- 22 мая — пала советская власть в Риге[3].
- 29 мая — в странах центральной части Южной Америки и центральной части Африки наблюдалось полное солнечное затмение[34].
- 30 мая — по договору Руанда и Бурунди перешли под контроль Бельгии[источник не указан 1544 дня].

### Июнь
- 5 июня — в Мюнхене по приговору военно-полевого суда расстрелян бывший глава Исполнительного совета Баварской Советской Республики Евгений Левине[35].
- 13 июня — конфликт между руководством Добровольческой армии и сторонниками автономной Кубани в Кубанской Раде — «черноморцами». Убиты лидеры «черноморцев» Н. С. Рябовол и др[36].
- 13 июня — ночью на фортах «Красная Горка», «Серая Лошадь» и «Обручев», а также на тральщике «Китобой» под Петроградом вспыхнуло восстание против советской власти. Подавлено 16 июня[37].
- 23 июня — I Всевенгерский съезд Советов в Будапеште принял конституцию Венгерской Социалистической Федеративной Советской Республики[38].
- 25 июня — Добровольческая армия заняла Харьков[39].
- 28 июня — подписан Версальский договор, официально завершивший Первую мировую войну[6].

### Июль
- 1 июля — после нескольких месяцев отсрочки во всей России часы были переведены на поясное время.
- 3 июля — генерал А. И. Деникин издаёт Директиву № 08878, объявляющую начало наступления на Москву Вооружённых сил Юга России[40].
- 5 июля — произошло загадочное убийство Беллы Райт в Великобритании, и начато дело о зелёном велосипеде[41].
- 9 июля — декретом ВЦИК учреждена должность чусоснабарма[42].
- 10 июля — окончание Сиамской оккупации Германии.
- 19 июля — Совнарком Литовско-Белорусской Советской Социалистической Республики принял постановление о передаче всех дел Минскому губернскому Реввоенкомитету[15].
- 25 июля — правительство РСФСР в обращении к китайскому народу предложило правительствам Китая начать переговоры об аннулировании русско-китайского договора 1896 года, Пекинского протокола 1901 года и всех русско-японских соглашений, касающихся Китая[43].
- 29 июля — премьер-министр Греции Элефтериос Венизелос и министр иностранных дел Италии Томмазо Титтони подписали соглашение о разделе сфер влияния в Албании между Италией и Грецией (Соглашение Титтони-Венизелоса)[44].

### Август
- 6 августа — падение Венгерской Советской Республики[45].
- 11 августа — вступила в силу Веймарская конституция, установившая республиканский строй в Германии[46].
- 14 августа — 1-я армия Туркестанского фронта РККА (М.Фрунзе) начала Актюбинскую операцию против Южной армии А. Колчака[47].
- 18 августа — конный корпус генерала К. К. Мамонтова в ходе рейда по тылам РККА взял Тамбов[48].
- 19 августа — Красная армия взяла Кустанай[49].
- 20 августа — глава проитальянского правительства Албании Турхан-паша Пермети подписал соглашение об установлении протектората Италии над Албанией и об аннексии Италией албанской области Влёра и острова Сазани[44].
- 23 августа — части Добровольческой армии овладели Одессой[50].
- 26 августа — Вооружённые силы Юга России начали контрнаступление против сил Южного фронта РККА[51].
- 30 августа — РККА вступает в Орск[47].
- 31 августа
  - Части Добровольческой армии взяли Киев[52].
  - Основана Коммунистическая партия США[53].

### Сентябрь
- 2 сентября — 3-я кавалерийская дивизия Туркестанского фронта РККА овладела Актюбинском[47].
- 7 сентября — шторм над Багамскими островами достиг силы урагана, став одной из самых смертоносных природных стихий в истории США[54][55].
- 10 сентября
  - Подписан Сен-Жерменский договор между странами Антанты и Австрией[56].
  - Верховный Правитель России А. В. Колчак распустил Временное правительство Северной области в Архангельске и назначил генерал-лейтенанта Е. К. Миллера главным начальником края[31].
- 11 сентября — советское правительство предложило Литве заключить мирный договор[2].
- 13 сентября — в районе разъезда Мугоджарская Туркестанский фронт РККА соединился с вооружёнными силами Туркестанской АССР[57].
- 20 сентября — Вооружённые силы Юга России взяли Курск[49].
- 22 сентября — начало всеобщей забастовки сталелитейщиков в США[58].

### Октябрь
- 10 октября
  - В Эстонии принят закон об аграрной реформе[14].
  - Верховный Совет Антанты объявил экономическую блокаду Советской России[59].
  - Начало наступления Северо-Западной Русской армии на Петроград.
- 11 октября
  - Начало контрнаступления РККА против ВСЮР[60].
  - В Вильнюсе открыт Университет Стефана Батория[61].
- 29 октября — Создана Международная организация труда[62]

### Ноябрь
- 1—11 ноября — забастовка шахтёров в США[63].
- 11 ноября — постановлением ВСНХ РСФСР № 57/116, СНК были национализированы мастерские телефонно-строительного акционерного общества «Сименс и Гальске» и образовано новое предприятие, которое именовалось тогда «Телефонно-строительной секцией Электротреста». Предприятие в дальнейшем неоднократно реорганизовывалось, изменялись его названия — ПМТ-5, ВНПО, ЦНПО «КАСКАД»[источник не указан 1544 дня].
- 14 ноября — взятие Омска частями РККА[64].
- 17 ноября — создана Первая Конная армия[65].
- 19 ноября — взятие Красной Армией Курска[49].
- 27 ноября — подписан Нёйиский договор[66].

### Декабрь
- 5 декабря — 7-й Всероссийский съезд Советов наградил город Петроград орденом Красного Знамени[67].
- 14 декабря — Красная армия освободила Новониколаевск[68].
- 17 декабря — в Австрии принят закон о восьмичасовом рабочем дне[19].
- 20 декабря — РККА вошла в Кременчуг[69].
- 21 декабря — из США на пароходе «Бьюфорд» в Советскую Россию высланы 249 человек, заподозренных в симпатиях к большевикам[70].
- 26 декабря — декрет СНК РСФСР о ликвидации неграмотности населения от 8 до 50 лет[71].
- 27 декабря — начало обороны Крыма Русскими войсками корпуса генерала Я. А. Слащёва от попыток сил РККА прорваться на полуостров[72].

### Без точной даты
- Вскрыта могила Сергия Радонежского в Троице-Сергиевом монастыре, его мощи изъяты (впоследствии возвращены в обитель в 1946 году[73]).

## Родились

### Январь
- 1 января — Даниил Гранин, русский писатель (ум. 2017).
- 6 января – Демидов, Серафим Васильевич, советский и российский архитектор, Заслуженный архитектор РСФСР (1980).
- 26 января — Хён Сын Джон, корейский политик, премьер-министр Южной Кореи (1992—1993) (ум. 2020).
- 30 января — Николай Глазков, советский поэт и переводчик (ум. в 1979).

### Февраль
- 7 февраля — Тофик Таги-Заде, азербайджанский советский режиссёр, актёр и сценарист (ум. в 1998).
- 13 февраля — Матильда Булгакова, советская художник и преподаватель (ум. в 1998).

### Март
- 17 марта — Алексей Григорьевич Еремин, советский российский живописец, народный художник РСФСР (ум. 1998).

### Апрель
- 8 апреля — Ян Смит, премьер-министр Южной Родезии (ум. в 2007).
- 17 апреля — Освальдо Дортикос Торрадо (Osvaldo Dorticós Torrado), президент Кубы в 1959—1976 годах (ум. 1983).
- 22 апреля — Эдит Тьемпо, филиппинская поэтесса, писательница-фантаст, литературовед (ум. 2011).

### Май
- 1 мая — Мохаммед Карим Ламрани, марокканский политик. Премьер-министр Марокко в 1971—1972, 1983—1986, 1992—1994 годах. (Ум. 2018)
- 7 мая — Мария Эва Дуарте де Перон, известная как Эвита, политический и общественный деятель Аргентины, жена президента Хуана Перона (ум. в 1952).
- 10 мая — Дэниел Белл, американский социолог и публицист (ум. в 2011).
- 20 мая — Анатолий Петрович Абрамов (ум. 1998), один из ведущих специалистов по наземному оборудованию ракетно-космической техники Советского Союза, доктор технических наук, профессор, лауреат Ленинской премии, соратник Сергея Павловича Королёва.

### Июль
- 1 июля — Михаил Шульц, советский физикохимик, Герой Социалистического Труда (ум. в 2006).
- 13 июля — Хао Боцунь, китайский, тайваньский генерал и политик, глава правительства Тайваня (ум. 2020).
- 26 июля — Анатолий Яновский, советский писатель-прозаик, драматург и журналист (ум. в 1990).

### Август
- 2 августа — Персофф, Нехемия, американский актёр (ум. в 2022).
- 9 августа — Ефим Чеповецкий, советский детский писатель и драматург (ум. в 2014).

### Сентябрь
- 24 сентября — Константин Воробьёв, советский писатель, прозаик, автор повестей и рассказов о коллективизации и войне (ум. 1975).
- 26 сентября — Матилде Камю, испанская поэтесса (ум. 2012).

### Октябрь
- 1 октября — Годенко, Михаил Матвеевич, советский и российский писатель, автор романа «Минное поле», бывший секретарь Союза писателей СССР (ум. в 2019).
- 3 октября — Джэймс Бьюкенен, американский экономист, лауреат Нобелевской премии, основатель школы новой политической экономии (ум. в 2013).
- 17 октября — Исаак Маркович Халатников, советский и российский физик, академик АН СССР (1984), ученик Льва Ландау и первый директор Института теоретический физики (ум. в 2021).
- 25 октября — Василий Михайлович Астафьев, Герой Советского Союза (ум. в 2022).

### Ноябрь
- 10 ноября — Михаил Калашников, советский и российский конструктор стрелкового оружия, дважды Герой Социалистического Труда, Герой Российской Федерации (ум. 2013).
- 24 ноября — Лев Гольдин, советский учёный и педагог (ум. в 2003).
- 26 ноября — Фредерик Пол, американский писатель-фантаст (ум. в 2013).

### Декабрь
- 1 декабря — Душан Драгосавац, югославский партийный и государственный деятель (ум. в 2014).
- 23 декабря — Василий Васильевич Решётников, генерал-полковник авиации, командующий Дальней авиацией СССР (1969—1980), Герой Советского Союза (ум. в 2023).
- 27 декабря — Николай Эпштейн, советский спортсмен, мастер спорта СССР по хоккею с шайбой, заслуженный тренер СССР (ум. в 2005).
- 27 декабря — Нина Александровна Иванова, советская художница, живописец (ум. 1974).

## Скончались

### Январь
- 6 января — Теодор Рузвельт, 26-й президент США (род. 1858)

- 10 января — Антоний Вивульский, русский архитектор и скульптор.

- 14 января — Михаил Дроздовский, генерал, начальник дивизии в Добровольческой армии.(род. 1881)
- 15 января — Карл Либкнехт, немецкий революционер, марксист, социал-демократический парламентский политик, один из основателей и лидеров Коммунистической партии Германии (род. 1871).
- 21 января — Михаил Туган-Барановский, русский экономист, историк, деятель украинского национального движения.

### Февраль
- 9 февраля — Людвиг Мориц Филипп Гейгер, немецкий писатель, журналист, редактор, литературный критик, историк литературы, биограф, искусствовед и переводчик[74].
- 16 февраля — Вера Васильевна Холодная, русская киноактриса.

### Март
- 16 марта — Яков Михайлович Свердлов, российский политический и государственный деятель, революционер, большевик, председатель ВЦИК (формальный глава РСФСР) в ноябре 1917 — марте 1919 гг.

### Апрель
- 10 апреля — Эмилиано Сапата, один из лидеров Мексиканской революции, один из национальных героев Мексики (убит).
- 20 апреля — Василий Михайлович Альтфатер, контр-адмирал Русского императорского флота, первый командующий РККФ РСФСР.

### Май
- 18 мая — Амангельды Иманов, руководитель восстания 1916 года в Казахстане.

### Июнь
- 5 июня — Эйген Левине, немецкий коммунист, глава Исполнительного совета Баварской Советской республики в 1919 году (род. 1883).

### Июль
- 22 июля — Николай Егоров, русский физик.
- 23 июля — Спиридон Ламброс (род. 1851), греческий историк, премьер-министр Греции в 1916—1917 годах.

### Август
- 4 августа — Мишка Япончик, одесский налётчик и командир Красной армии.
- 9 августа — Эрнст Геккель, немецкий естествоиспытатель и философ.

### Сентябрь
- 5 сентября — Василий Иванович Чапаев, командир Красной Армии, участник Первой мировой и Гражданской войны.
- 12 сентября — Леонид Андреев, русский писатель.
- 16 сентября — Альфред Парланд, русский архитектор.
- 26 сентября — Султанов, Балтыходжа Султанович — государственный, политический и общественный деятель Кыргызстана, заместитель руководителя Ошского уезда в 1918—1919 годы, один из руководителей борьбы за установление Советской власти на юге Кыргызстана, основатель и первый начальник милиции города Ош.

### Ноябрь
- 1 ноября — Тадас Даугирдас, литовский художник, археолог и краевед.

## Нобелевские премии
- По физике: Йоханнес Штарк — «за открытие эффекта Доплера в канальных лучах и расщепления спектральных линий в электрическом поле».
- По литературе: Карл Шпиттелер — «за несравненный эпос „Олимпийская весна“».